# Szkoła Podstawowa nr. 14 im. Stanisława Staszica w Pabianicach

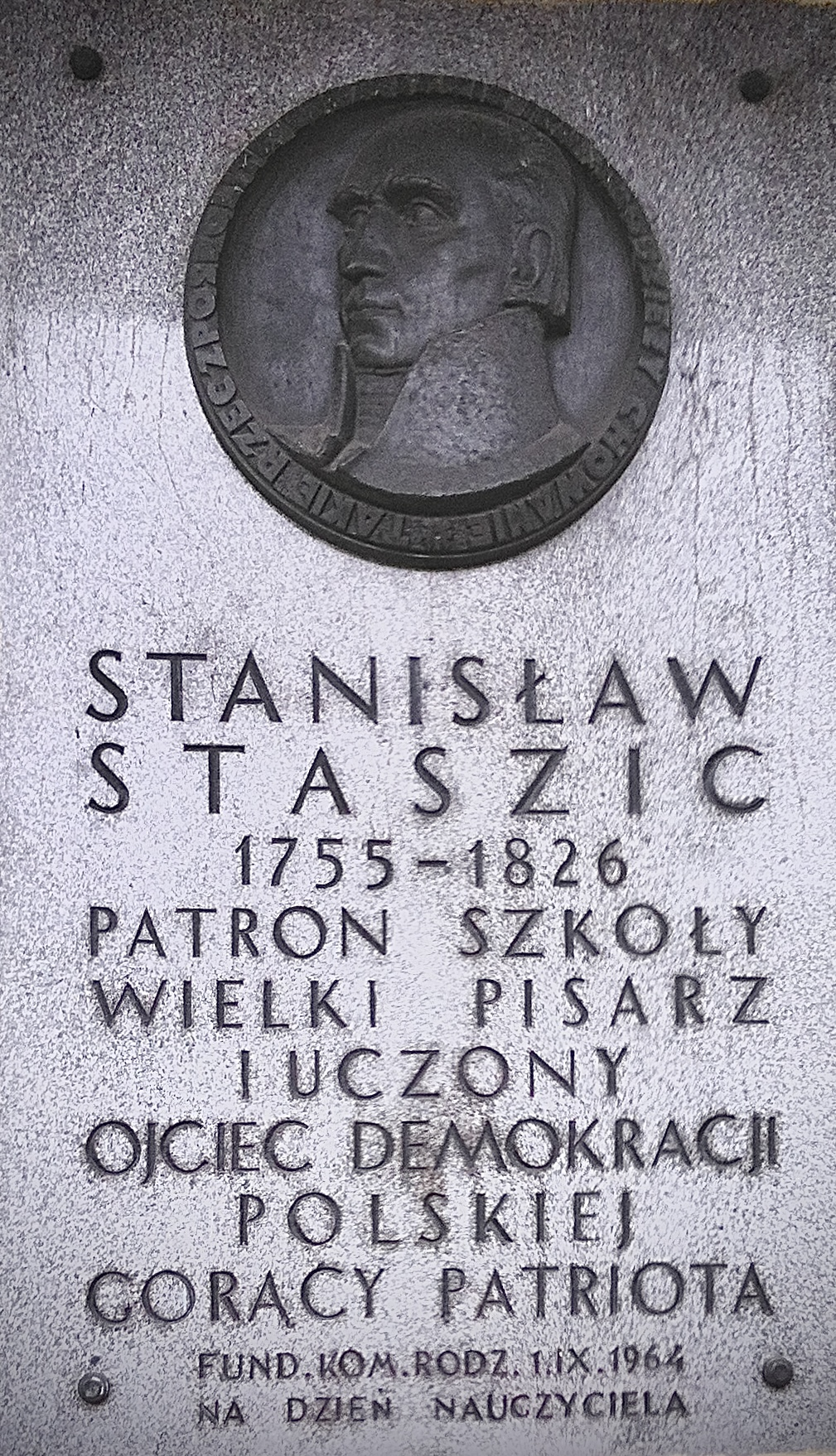
Tablica pamiątkowa w szkole

Szkoła Podstawowa nr 14 im. Stanisława Staszica w Pabianicach – publiczna szkoła podstawowa znajdująca się w Pabianicach przy ulicy Ostatniej 15a.

## Historia
Powstała w roku szkolnym 1958-1959 jeszcze bez swojego budynku, który został oddany 5 lutego 1959, jako siedmioklasowa szkoła podstawowa z 594 uczniami pod opieką 20 nauczycieli. Uczniowie do ukończenia budowy siedziby szkoły korzystali w godzinach popołudniowych z pomieszczeń szkoły podstawowej nr 5 i nr 11 w Pabianicach. Nowa szkoła posiadała 23 pomieszczenia, na które składały się między innymi: 15 izb lekcyjnych, 5 pracowni, oraz z biblioteki, sali gimnastycznej, świetlicy, oraz gabinetu lekarskiego i dentystycznego. Na terenie szkoły znajduje się także wielofunkcyjne boisko szkolne z nowoczesnymi urządzeniami sportowymi.
W 1964 nadano szkole imię Stanisława Staszica z ufundowaniem sztandaru szkoły i wmurowaniem kamiennej tablicy pamiątkowej z podobizną patrona wykonaną z brązu.
Kierownicy – dyrektorzy szkoły:
- Stefan Łazurski (1958-1970)
- Anna Minkner (1970-1980)
- Irena Michalak (1980-2004)
- Elżbieta Habura (2004-2019)
- Beata Jaśkiewicz (2019-2023)
- Dariusz Wypych (2023-)

Obwód szkoły obejmuje zespół ulic w zachodniej części miasta wraz z tzw. Klimkowizną. Obecnie w szkole uczy się co roku około 500 uczniów pod opieką około 40 nauczycieli. Przez wszystkie lata funkcjonowania szkoły uczniowie rozwijali i rozwijają zainteresowania artystyczne, sportowe i przedmiotowe w czasie zajęć pozalekcyjnych. Wynikiem ich pracy są nagrody w olimpiadach przedmiotowych, konkursach i zawodach sportowych.
Uzyskane wyniki egzaminu ośmioklasisty w 2024 z języka polskiego, angielskiego i matematyki z wynikiem 73,27% lokują szkołę powyżej średniej powiatu, województwa i Polski. W rankingu szkół podstawowych w Pabianicach zajmuje w ostatnich latach 6 - 7 miejsce a w roku 2025 przesunęła się na miejsce drugie.
W szkole od początku działa świetlica szkolna ze stołówką, w której przebywają przede wszystkim uczniowie z klas 1-3 oraz uczniowie klas starszych dojeżdżający z dalszych rejonów Pabianic.
Członkowie kadry nauczycielskiej za swoje zaangażowanie i uzyskane wyniki byli wielokrotnie nagradzani.

## Absolwenci
- Janusz Czapiński
- Dariusz „Kacper” Kacprzak – członek zespołu rockowego Proletaryat (gitara basowa od 1987)
- Włodzimierz Kuroczyński
- Urszula Promińska
- Jacek Siciński